# Лубенская, Текла Тереза
Текла Тереза Катарина Лубенская (пол. Tekla Teresa Łubieńska; урождённая Белинская (пол. Bieliński); 6 июня 1767, Варшава — 15 августа 1810, Краков) — польская детская писательница, поэтесса, драматург и переводчица

.

## Биография
Текла Тереза Белинская родилась 6 июня 1767 года в городе Варшаве в семье польских дворян Франтишека Белинского (племянника и приемного сына Франтишека Белинского), придворного писателя и сенатора от Черска, и его жены Кристины Юстины (урождённой Сангушко).

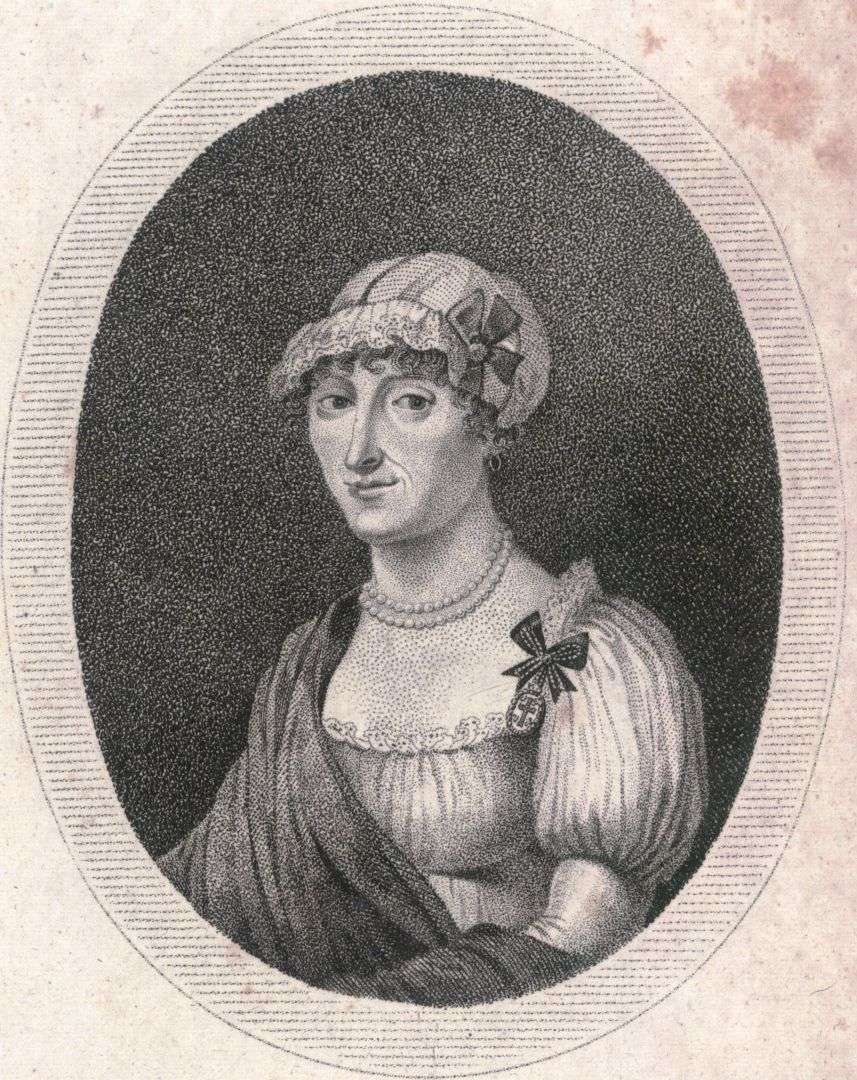
Т. Т. Лубенская

Получила домашнее образование. В 1778 году в одниннадцатилетнем возрасте она потеряла мать, и с тех пор она находилась на попечении герцогини Барбары Сангушко, её бабушки по материнской линии, которая, будучи поэтессой, переводчицей и филантропкой, дала ей французское образование.
Позже она вышла замуж как его вторая жена за Феликса Франтишека Флориана Владислава Юзефа Богумила Лубенского, будущего министра юстиции в Конгрессе Польши. В этом браке у них родилось десять детей.
Пока муж Теклы был вовлечен в бурную политику Тарговицкой конфедерации, она, беременная, уехала в Прагу со своими детьми. По возвращении в Польшу в 1785 году она поселилась в родовом имении в Гузове и посвятила себя семейной жизни, рождению детей и литературной деятельности.
Текла Тереза Катарина Лубенская внезапно скончалась в Кракове в августе 1810 года в возрасте всего 43 лет.
Помимо детских книг и стихов, написала имевшие в свое время успех драмы: «Wenda» и «Korol wielki i Witykind» (Варшава, 1808 год). Кроме того, она переводила на польский язык произведения Жана Расина и Вольтера.